# ایوان کاوالیرو
ایوان ریکاردو نوس آبرئو کاوالیرو (پرتغالی: Ivan Ricardo Neves Abreu Cavaleiro؛ زاده ۱۸ اکتبر ۱۹۹۳) بازیکن فوتبال اهل پرتغال است که در باشگاه استقلال تهران بازی میکند 
وی همچنین در تیم ملی فوتبال پرتغال بازی کرده‌است.